# Гельменцен
Гельменцен (нім. Helmenzen) — громада в Німеччині, розташована в землі Рейнланд-Пфальц. Входить до складу району Альтенкірхен. Складова частина об'єднання громад Альтенкірхен.
Площа — 4,15 км2. Населення становить 891 ос. (станом на 31 грудня 2020).